# سیارک ۷۳۶۴۰
سیارک ۷۳۶۴۰ (به انگلیسی: 73640 Biermann، نامگذاری:1977RM) هفتاد و سه هزار و ششصد و چهلمین سیارک کشف شده‌است که در ۵ سپتامبر ۱۹۷۷ کشف شد.